# Volker Spengler
Pour les articles homonymes, voir Spengler.
Volker Spengler est un acteur allemand né à Brême (Allemagne) le 16 février 1939 et mort le 8 février 2020 à Berlin (Allemagne).

## Biographie
On connaît Volker Spengler en France principalement pour sa participation à plusieurs films de Rainer Werner Fassbinder, dont un rôle marquant, celui de la transsexuelle Erwin/Elvira dans L'Année des treize lunes (In einem Jahr mit 13 Monden) en 1978.

## Filmographie
- 1975 : Maman Küsters s'en va au ciel (Mutter Küsters’ Fahrt zum Himmel), de Rainer Werner Fassbinder : Le photographe
- 1976 : Le Rôti de Satan (Satansbraten), de Rainer Werner Fassbinder : Ernst Kranz
- 1976 : Roulette chinoise (Chinesisches Roulette), de Rainer Werner Fassbinder : Gabriel
- 1977 : La Femme du chef de gare (Bolwieser), de Rainer Werner Fassbinder : Mangst
- 1978 : Despair de Rainer Werner Fassbinder : Ardalion
- 1978 : L'Année des treize lunes (In einem Jahr mit 13 Monden), de Rainer Werner Fassbinder : Erwin/Elvira Weishaupt
- 1979 : Le Mariage de Maria Braun (Die Ehe der Maria Braun), de Rainer Werner Fassbinder : Le conducteur de trains
- 1979 : La Troisième génération (Die Dritte Generation), de Rainer Werner Fassbinder : August
- 1980 : Berlin Alexanderplatz de Rainer Werner Fassbinder : Bruno
- 1982 : Le Secret de Veronika Voss (Die Sehnsucht der Veronika Voss), de Rainer Werner Fassbinder : 1er metteur en scène
- 1990 : Massacre allemand à la tronçonneuse (Das Deutsche Kettensägenmassaker) de Christoph Schlingensief : Hank
- 1996 : Le Roi des aulnes (Der Unhold), de Volker Schlöndorff : Hermann Goering